# 長尾雄一郎
長尾 雄一郎（ながお ゆういちろう、1956年 - 2003年）は、日本の歴史学者、国際政治学者。専門は、国際政治学、政治学（政軍関係論）。
東京都生。1979年東京大学農学部卒業後、1987年防衛庁防衛研究所入所。1994年博士（国際政治学、青山学院大学）。防衛研究所第1研究部第1研究室長で没。

## 著書

### 単著
- 『英国内外政と国際連盟――アビシニア危機1935―1936年 』（信山社出版、 1996年）

### 共著
- （加藤朗・吉崎知典・道下徳成）『戦争――その展開と抑制』（勁草書房、1997年）
- （加藤朗・道下徳成・石津朋之）『現代戦略論――戦争は政治の手段か』（勁草書房、2000年）